# 522 španjolska mučenika
522 španjolska mučenika, 522 španjolskih mučenika ili 522 mučenika 20. stoljeća predstavljaju katoličke svećenike, redovnike i vjernike laike ubijene tijekom Španjolskog crvenog terora koji su provodil španjolski republikanci združeni s anahokomunistima i Internacionalnim brigadama.
Blaženima ih je proglasio papa Franjo na tzv. Tarragonskoj beatifikaciji 13. listopada 2013., najvećoj prema broju proglašenih blaženika u crkvenoj povijesti. 
Mučenici su podrijetlom iz svih krajeva Španjolske, Baskije i Katalonije, a nekolicina iz inozemstva. Njihova starost kreće se između 18 i 86 godina.

## Beatifikacija
Njihova beatifikacija poznata je i pod nazivom Tarragonska beatifikacija, jer se svečanost održala u katalonskom gradu Tarragoni. Predvodio ju je talijanski kardinal Angelo Amato, tadašnji prefekt kongregacije za kauze svetaca, u ime pape Franje, koji se okupljenima obratio videoporukom, u kojoj je mučenike svima dao kao primjer za nasljedovanje, "kako bi izišli iz sebe i otvorili se Bogu."
Uz predvoditelja Amata, na svečanosti je sudjelovalo 82 španjolskih i 412 inozemnih svećenika uz 3 biskupa i 2 720 redovnika. Uz 4 000 članova obitelji, okupilo se i nekoliko desetaka tisuća vjernika. Razlog održavanja beatifikacije u Tarragoni leži i u tome što je gotovo trećina mučenika služila i djelovala u toj biskupiji, među njima jedan biskup, 147 mučenika i 66 svećenika.
Beatifikaciji su nazočili ministar pravosuđa Alberto Ruiz Gallardon i unutarnjih poslova Jorge Fernandez Diaz, kao predstavnici Španjolske Vlade, te katalonski predsjednik Artur Mas uz diplomate i crkvene dostojnike iz inozemstva.
Vodeća svjetska izvještajna agencija Reuters, čiji su izvještaj prenijeli gotovo svi svjetski mediji, a preko HINA-e i hrvatski, u svom je izvještaju više puta isticala zločine Francovih pristaša (Bijeli teror), koje Crkva nije osporavala, umjesto izvještavanja o beatifikaciji žrtava Crvenog terora, na što su crkveni mediji i dio povjesnčara Španjolskog građanskog rata uputili apel javnosti zbog izraženog protukatoličkog stava u izvještajima i povezivanju mučenika s fašistima i nacionalistima, umjesto novinarske neutralnosti, kao i negiranja Crvenog terora.

## Mučenici
Među mučenicima je 515 Španjolaca, Baska i Katalonaca i sedmero stranaca, među kojima troje Francuza.
Prema crkvenim zvanjima dijele se na:
- 3 biskupa
- 82 svećenika
- 3 sjemeništarca
- 440 redovnika
  - 74 brata kršćanskih škola
  - 66 marista
  - 38 benediktinaca
  - 33 kapucina
  - 27 sestara milosrdnica
  - 24 brata hospicijskog reda sv. Ivana od Boga
  - 23 klarise
  - 19 karmelićanki
  - 19 sinova reda Sv. Obitelji
  - 19 braće milosrđa
  - 14 lazarista
  - 11 bosnogih karmelićanki
  - 9 kapucina
  - 6 redemptorista
  - 6 pripadnika reda Sv. Trojstva
  - 5 pripadnika reda Presvetog Srca Isuovog i Marijinog
  - 4 službenika reda slugu BDM
  - 4 karmelićana
  - 5 franjevaca
  - 2 dominikanca
  - 2 sina Božje providnosti
  - 1 pripadnik reda calasancia
  - 1 jeronimac